# قائمة حلقات الخيميائي الفولاذي
حلقات خيميائي الفولاذ هي سلسلة من حلقات المانغا اليابانية من كتابة وإخراج هيرومو أراكاوا.

## الحلقات
| الرقم | العنوان | تاريخ العرض    |
| ----- | --- | -------------- |
| 01    | «لتحدِّي الشمس» "Taiyō ni Idomu Mono" (太陽に挑む者) | 4 أكتوبر 2003  |
| 02    | «جسد المُعاقب» "Kinki no Karada" (禁忌の身体) | 11 أكتوبر 2003 |
| 03    | «أم...» "Okāsan..." (おかあさん…) | 18 أكتوبر 2003 |
| 04    | «تحويل الحب» "Ai no Rensei" (愛の錬成) | 25 أكتوبر 2003 |
| 05    | «اندفاع! أوتوميل» "Shissō! Ōtomeiru" (疾走！機械鎧(オートメイル)) | 1 نوفمبر 2003  |
| 06    | «اختبار الخيمياء الوطني للأهلية» "Kokka Renkinjutsushi Shikaku Shiken" (国家錬金術師資格試験)                                                                            | 8 نوفمبر 2003  |
| 07    | «الليلة التي بكى فيها الكيميرا» "Kimera ga Naku Yoru" (合成獣が哭く夜)                                                                                                   | 15 نوفمبر 2003 |
| 08    | «حجر الفلاسفة» "Kenja no Ishi" (賢者の石) | 22 نوفمبر 2003 |
| 09    | «الساعة الفضية لكلب الجيش» "Gun no Inu no Gindokei" (軍の狗の銀時計) | 29 نوفمبر 2003 |
| 10    | «اللص الغامض» "Kaitō Sairēn" (怪盗サイレーン) | 6 ديسمبر 2003  |
| 11    | «صفاء الحصى (الجزء الأول)» "Sareki no Daichi: Zenpen" (砂礫の大地・前編)                                                                                                 | 13 ديسمبر 2003 |
| 12    | «صفاء الحصى (الجزء الثاني)» "Sareki no Daichi: Kōhen" (砂礫の大地・後編)                                                                                                 | 20 ديسمبر 2003 |
| 13    | «لهب VS فولاذ» "Honō VS Hagane" (焔VS鋼) | 27 ديسمبر 2003 |
| 14    | «يد التدمير اليُمنى» "Hakai no Migite" (破壊の右手) | 10 يناير 2004  |
| 15    | «مجزرة إشڤال» "Ishuvāru Gyakusatsu" (イシュヴァール虐殺) | 17 يناير 2004  |
| 16    | «ذلك الذي هو مفقود» "Ushinawareta Mono" (失われたもの) | 24 يناير 2004  |
| 17    | «منزل العائلة المُنتظرة» "Kazoku no Matsu Ie" (家族の待つ家) | 31 يناير 2004  |
| 18    | «ملاحظات ماركوه» "Marukō Nōto" (マルコー・ノート) | 7 فبراير 2004  |
| 19    | «الحقيقة الحقيقية خلف الحقائق الوهمية» "Shinjitsu no Oku no Oku" (真実の奥の奥)                                                                                          | 14 فبراير 2004 |
| 20    | «روح الراعي» "Shugosha no Tamashii" (守護者の魂) | 21 فبراير 2004 |
| 21    | «التوهج الأحمر» "Akai Kagayaki" (紅い輝き) | 28 فبراير 2004 |
| 22    | «بشري مصنوع» "Tsukurareta Ningen" (造られた人間) | 6 أمارس 2004   |
| 23    | «قلب من فولاذ» "Hagane no Kokoro" (鋼のこころ) | 13 مارس 2004   |
| 24    | «ذكريات مصنوعة» "Omoide no Teichaku" (思い出の定着) | 20 مارس 2004   |
| 25    | «حفل الوداع» "Wakare no Gishiki" (別れの儀式) | 27 مارس 2004   |
| 26    | «سببها» "Kanojo no Riyū" (彼女の理由) | 3 أبريل 2004   |
| 27    | «معلم» "سِنسيه" (センセイ) | 10 أبريل 2004  |
| 28    | «الجميع هم الواحد، والواحد هو الجميع» "Ichi wa Zen, Zen wa Ichi" (一は全、全は一)                                                                                        | 17 أبريل 2004  |
| 29    | «الطفل غير المُلوَّث» "Kegarenaki Kodomo" (汚れなき子ども) | 24 أبريل 2004  |
| 30    | «اعتداء على المقر الجنوبي» "Nanpō Shireibu Shūgeki" (南方司令部襲撃) | 1 مايو 2004    |
| 31    | «خطيئة» "Tsumi" (罪) | 8 مايو 2004    |
| 32    | «دانتي الغابات العميقة» "Fukai Mori no Dante" (深い森のダンテ) | 15 مايو 2004   |
| 33    | «أل المُختطف» "Torawareta Aru" (囚われたアル) | 29 مايو 2004   |
| 34    | «نظرية الجشع» "Gōyoku no Riron" (強欲の理論) | 5 يونيو 2004   |
| 35    | «لمّ شمل الحمقى» "Gusha no Saikai" (愚者の再会) | 12 يونيو 2004  |
| 36    | «الآثم بداخلي» "Waga Uchinaru Togabito" (我が内なる科人) | 19 يونيو 2004  |
| 37    | «خيميائي اللهب، الملازم المقاتل، أحجية المستودع الثالث عشر» "Honō no Renkinjutsushi, Tatakau Shōi-san, Dai-Jūsan Sōko no Kai" (焔の錬金術師 戦う少尉さん 第十三倉庫の怪) | 26 يونيو 2004  |
| 38    | «مع تدفق النهر» "Kawa no Nagare ni" (川の流れに) | 3 يوليو 2004   |
| 39    | «الحرب الأهلية الشرقية» "Tōhō Naisen" (東方内戦) | 10 يوليو 2004  |
| 40    | «نُدبة» "Kizuato" (傷痕) | 17 يوليو 2004  |
| 41    | «أمُّ عظيمة» "Seibo" (聖母) | 24 يوليو 2004  |
| 42    | «دون معرفة اسمه» "Kare no Na o Shirazu" (彼の名を知らず) | 24 يوليو 2004  |
| 43    | «الكلب المُشرَّد قد هرب» "Norainu wa Nigedashita" (野良犬は逃げ出した) | 31 يوليو 2004  |
| 44    | «هوهنهايم النور» "هيكاري نو هوهنهايم" (光のホーエンハイム) | 7 أغسطس 2004   |
| 45    | «التي سمحت لقلبها بأن يتعفَّن» "Kokoro o Rekkasaseru Mono" (心を劣化させるもの)                                                                                            | 21 أغسطس 2004  |
| 46    | «تحويل الجسد البشري» "Jintai Rensei" (人体錬成) | 28 أغسطس 2004  |
| 47    | «ختم الهومنكُلس» "Homunkurusu Fūin" (ホムンクルス封印) | 4 سبتمبر 2004  |
| 48    | «وداعًا» "Sayōnara" (さようなら) | 11 سبتمبر 2004 |
| 49    | «الجانب الآخر من البوابة» "Tobira no Mukō e" (扉の向こうへ) | 18 سبتمبر 2004 |
| 50    | «موت» "Shi" (死) | 25 سبتمبر 2004 |
| 51    | «ميونخ 1921» "Myunhen Senkyūhyakunijūichi" (ミュンヘン1921) | 2 أكتوبر 2004  |